# Mušḫuššu

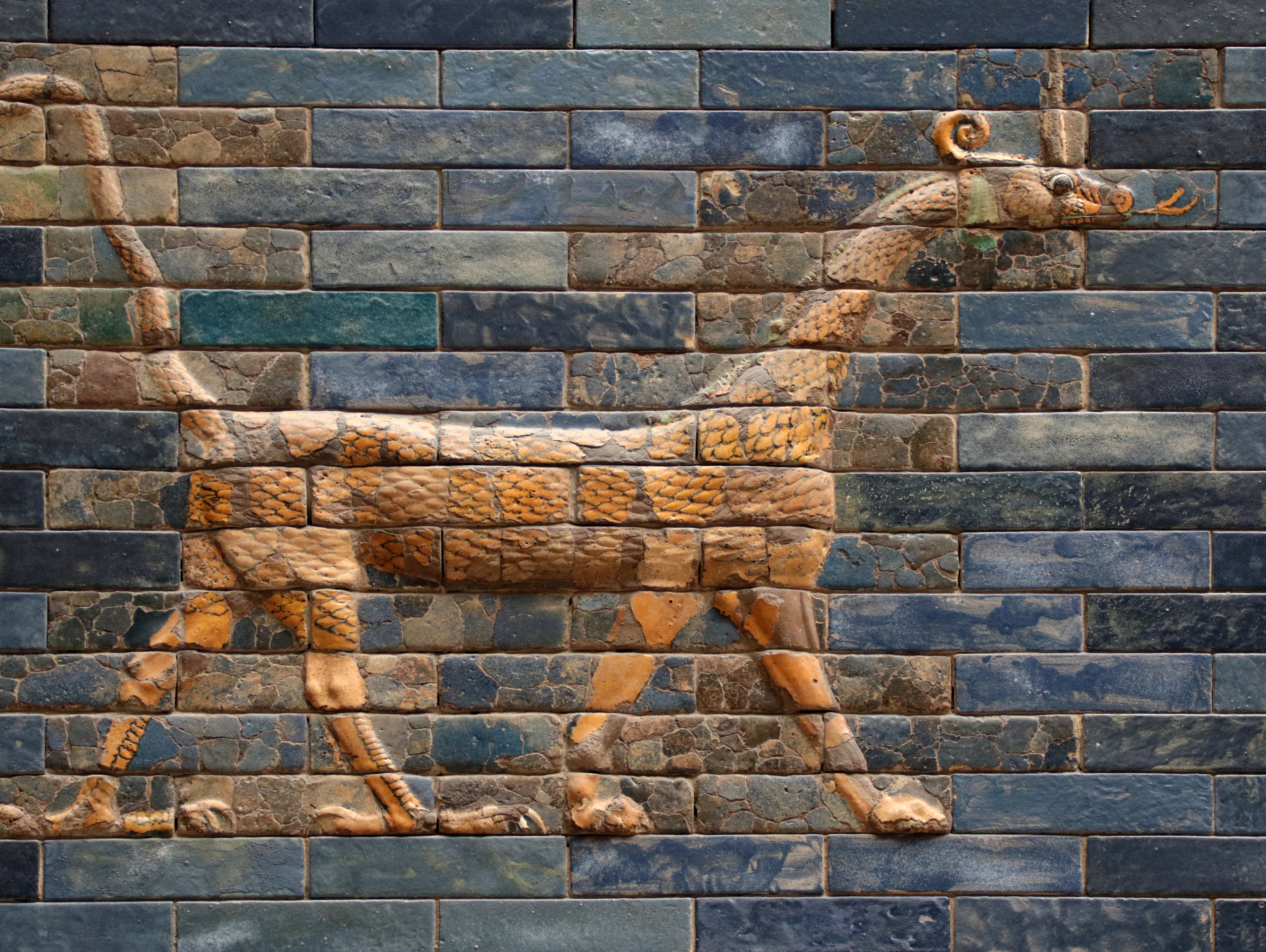
Bassorilievo del Pergamonmuseum raffigurante mušḫuššu

Il mušḫuššu (𒈲𒄭𒄊, precedentemente chiamato sirruš) è una creatura leggendaria della mitologia mesopotamica, compagno del dio Marduk.

## Aspetto
Il mušḫuššu ha le sembianze di un leone, la testa è di serpente con le corna, il corpo è ricoperto di scaglie, dalla quali spuntano peli sulla testa e sul collo, le zampe anteriori sono quelle tipiche di un felino, mentre quelle posteriori sono quelle di un volatile. È presente nella tradizione mesopotamica, e ne sono rappresentati alcuni esemplari sulla porta di Ishtar, dove hanno un ruolo di difensori, edificata da Nabucodonosor in onore di Marduk.
Secondo l'interpretazione di molti esperti, il drago raffigurerebbe simbolicamente le stagioni dell'anno.

## Nella cultura di massa
- Nel film d'animazione del 2001, Metropolis, esisteva un partito fascista chiamato "Marduk" che distruggeva i robot che violavano i loro limiti territoriali. Il partito, aveva come simbolo questo mostruoso dragone.
- Aida degli alberi (G. Manuli, 2001)